# Oskar von Boddien
Oskar von Boddien (19 de abril de 1900 - 6 de janeiro de 1942) foi um oficial alemão que serviu durante a Segunda Guerra Mundial. Foi condecorado com a Cruz de Cavaleiro da Cruz de Ferro.

## Condecorações
| Cruz de Ferro 2ª Classe                                   |
| Cruz de Ferro 1ª Classe                                   |
| Folhas de Carvalho n° 58 Postumamente8 de janeiro de 1942 |